# Зірка (Мелітопольський район)
Зі́рка — село в Україні, у Якимівській селищній громаді Мелітопольського району Запорізької області. Населення становить 253 осіб. До 2017 орган місцевого самоврядування - Розівська сільська рада.

## Географія
Село Зірка розташоване за 6,5 км від села Розівка. Поруч проходить Каховський магістральний канал.

## Історія
На місці села колись існував менонітський хутір Абрама Реймера. Нині від маєтку залишилося замало: збереглися лише стайня та будинок. У дворі є можливість побачити старовинну цеглу, а також частину саду.
7 (20) листопада 1917 року, відповідно до Третього Універсалу Української Центральної Ради, увійшло до складу Української Народної Республіки.
12 червня 2020 року, відповідно до розпорядження Кабінету Міністрів України № 713-р «Про визначення адміністративних центрів та затвердження територій територіальних громад Запорізької області», увійшло до складу Якимівської селищної громади.
19 липня 2020 року, в результаті адміністративно-територіальної реформи та ліквідації Якимівського району, село увійшло до складу Мелітопольського району.
Село тимчасово окуповане російськими військами 24 лютого 2022 року.
22 червня 2023 року рішенням Національної комісії зі стандартів державної мови віднесено до списку населених пунктів, які «можуть не відповідати лексичним нормам української мови», зокрема стосуватися «російської імперської чи колоніальної політики». Громаді рекомендовано обґрунтувати доцільність збереження поточної назви або запропонувати нову назву в установленому законодавством порядку.